# مرگ خوش
مرگ خوش نام کتابی است از آلبر کامو، نویسندهٔ مشهور فرانسوی، که با ترجمه احسان لامع منتشر شده‌است. نویسنده این کتاب آلبر کامو «مرگ خوش» را در دوران جوانی خود و پیش از رمان «بیگانه» نوشته‌است اما این کتاب هرگز در زمان حیاتش منتشر نشد. این رمان ۱۷ سال بعد از مرگ کامو به چاپ رسیده‌است، در حالیکه در ۲۵ سالگی کتاب را نوشته بود.

## در مورد کتاب
«مرگ خوش» حول محور مرگ می‌گردد و مورسو - شخصیت اصلی داستان - بعد از ارتکاب یک قتل به دنبال خوشبختی می‌رود و ظاهراً خوشبخت نیز می‌میرد. در واقع یکی از تفاوتهای این داستان کامو با دیگر آثارش در این است که در بقیه شخصیتهای اصلی در نهایت به پوچی می‌رسند اما در «مرگ خوش» به خوشبختی.

## خلاصه داستان
این رمان دربارهٔ زندگی شخصیتی به نام مورسو است که در همان فصل اول مرد افلیجی را با رضایت خودش به قتل می‌رساند تا اموال او را تصاحب کند. مورسو پس از کشتن این فرد به ایتالیا سفر می‌کند تا خوشبخت و کامیاب بمیرد.
نام شخصیت اول داستان در کتاب «مرگ خوش»، Patrice Mersault می‌باشد که مشابه نام شخصیت اول کتاب بیگانه Meursault می‌باشد. هر دو شخصیت، کارمند فرانسوی- الجزایری می‌باشند که با خونسردی دست به قتل می‌زنند. بیگانه به صورت اول شخص و مرگ خوش به صورت سوم شخص روایت می‌شود.